# あまゆーず
あまゆーずは兵庫県尼崎市出身、元保育士の女性デュオでシンガーソングライター。
ピアノとギターで弾き語り、フォークの香りが残る楽曲と心地よいハモリが定評。ピアノ担当、ギター担当は決まっておらず、ライブ中に楽器をチェンジしたりする。バラード系やアップテンポの曲もあり、癒しと躍動感が持ち味。
また、お客さんとの掛け合いや振り付けもあり、みんなが笑顔になるコンサートを行う。「ご当地アイドル殿堂入り」。

## 来歴
神戸市頌栄短期大学保育科在学中に知り合い、2002年6月22日フォークデュオの「あまゆーず」を結成。
ネーミングの由来は、「あ(あーやん)」「あま(尼崎)」「ゆー(ゆーみん)」「ず(複数形)」を合わせたことから。
2004年3月に短大卒業とともに保育士になるため解散し、保育士を数年経験する。2007年に芸能事務所Office SHINKOU株式会社にスカウトされ、音楽の世界へ。
その後、年間100本を超えるイベントやコンサートを行い、2009年5月にサンケイミュージック（産経新聞社）より全国デビューし、オリコンにも連週登場。
ラジオやテレビなどメディアにも多数出演の他、ポスターモデルや新聞コラム掲載、旅番組、グルメのリポーター、警察署の一日署長など、ミュージシャンとしてではなくタレントとしても活動している。
保育士の経験を活かし、保育園・幼稚園コンサートや、小・中学校コンサート、障害者施設、高齢者大学の講師も行っている。
2011年11月には尼崎商工会議所100周年きらきらPR大使、2015年には日本遺産・大阪府竹内街道横大路PR大使、2016年には尼崎市市制100周年PR大使、2018年11月から尼崎市選挙PR大使、2020年11月から大阪国税局管内で初の広報大使を尼崎税務署で任命される。
2019年5月、結成10年を迎えて日本ご当地アイドル活性協会より『ご当地アイドル殿堂入り』に認定された。
また、楽曲提供も幅広く行っている。
<主な楽曲提供>
- 幼稚園・保育園の園歌
- 兵庫県交通安全の歌：「守ろう みんなの笑顔～交通安全のうた～」（2011年9月）
- 兵庫県警の雑踏事故防止の歌「ざっとうの詩～絆～」
- 駅前デパートのイメージソング
- 兵庫県自動車整備振興会イメージソング
- サンケイリビング「あんふぁん」ファーストステッププロジェクト テーマソング：「ちびっこヒーロー[3]」
- BOAT RACE尼崎イメージソング：「水上の戦士達」
- 兵庫県神戸市挨拶ソング：「ほら、つながった」
- 産経新聞『ひなちゃんの日常』テーマソング：「ひなちゃん（ゆーみん）」「ひなちゃんの物語（あーやん）」
- 大阪府高槻市悪質商法追放キャンペーンソング：「ダマサレナイト」「アクシツダーモン」
- BOAT RACE尼崎センプルカップイメージソング：「夢を奏(かな)えて」
- 大阪タクシー協会「タクシーに乗ろう」
- 尼崎市消防局防災の歌「一人ひとりの大切な命」
- 尼崎市市制100周年PRソング「あまがすき」
- 津波避難の歌～兵庫県災害対策課（平成28年度兵庫県南海トラフ地震住民一斉避難訓練テーマソング）「走れタカダイ」
- ひがしなだスイーツめぐり・みかげスィーツロードと公園のあかり　公式イメージソング「ハッピースィーツ」
- 公益財団法人大阪府レクリエーション協会　元気プロジェクト「元気おおさか」
- 日本遺産　竹内街道・横大路（大道）PR大使及びPRソング「ぼくらの道」
- 兵庫県歯科医師会オリジナルソング「歯っぴぃでん太」
- 尼崎城テーマソング「ただいま参上！尼崎城」

<主な感謝状など>
2010年8月：兵庫県警察機動隊　功労感謝状
2010年9月：兵庫県知事　交通安全感謝状
2010年11月：兵庫県警察本部　雑踏事故防止感謝状
2011年10月：尼崎商工会議所　百周年きらきらPR大使 感謝状
2016年6月：尼崎市長　尼崎市市制100周年PR大使 委嘱状
2016年11月：兵庫県知事　防災感謝状
2020年11月 :兵庫県警察本部  交通安全動画 感謝状
2021年6月 : 尼崎税務署　広報活動　感謝状

## メンバー
- 寺内 章華（てらうち あやか、1983年7月21日 - ）

愛称あーやん。イメージカラーは青系。
- 濱田 由美子（はまだ ゆみこ、1984年1月15日 - ）

愛称ゆーみん。イメージカラーは赤系。

## ディスコグラフィー

### シングル
- 「水の記憶/心のヒマワリ」（2009年5月27日発売）
- 「ユキアカリ/おもちゃリズム」（2010年1月12日発売）

### アルバム
- 「小さな幸せ宅配便」（2011年6月26日発売）
- 「10th Anniversary」（2012年7月1日発売）
- 「あまいちご」（2017年6月24日発売）

## 出演
- MBS「うたぐみ」- 月1レギュラー出演(2010年5月)
- ラジオ大阪「おはよう あまゆーず」- 毎週月曜レギュラー(2011年)
- FM OSAKA「Mashup!」 - 月1レギュラー出演[4](2013年3月まで)
- ラジオ大阪「歌謡一直線」- 毎週水曜レギュラー(2014年9月まで)
- エフエムあまがさき - 「あまゆーずの森の中のハミング」[5] - 毎週木曜日レギュラー番組(継続中)
- サンテレビ「県議会レポート」
- 産経新聞(兵庫版) - 毎週コラム連載(2012年12月まで)
- 神戸新聞-あまゆーずとあそぼう連載

### 出演実績
テレビ
- NHK
- 朝日放送
- 関西テレビ
- 読売テレビ
- TBS
- KBS京都
- テレビ宮崎
- 宮崎放送
- サンテレビ
- J:COM
- ベイコミュニケーション

ラジオ
- 毎日放送
- FM OSAKA
- ラジオ大阪
- FM802
- ラジオ関西
- α-STATION
- NHK
- 朝日放送
- FM COCOLO
- Kiss FM KOBE
- エフエムあまがさき

新聞
- 産経新聞
- 毎日新聞
- 読売新聞
- 神戸新聞
- 朝日新聞
- デイリースポーツ
- 自動車新聞
- スポーツニッポン
- サンケイスポーツ
- 日刊スポーツ
- 日刊ゲンダイ
- 夕刊フジ
- スポーツ報知
- ※関東・関西・九州の全スポーツ新聞掲載